# Muzzio Attendolo Sforza
Muzzio Attendolo Sforza (28. května 1369, Cotignola – 4. ledna 1424, Pescara) byl italský kondotiér z Romagni a zakladatel dynastie Sforzů, ze které vzešlo několik milánských vévodů. První z nich byl jeho syn Francesco I. Sforza.

## Život a kariéra kondotiéra
Budoucí kondotiér Muzio Attendolo se narodil do rodiny bohatých venkovských šlechticů. Podle legendy zrovna oral otcovo pole, když kolem prošla skupina verbířů, hledající nové rekruty do armády. Muzio se při pohledu na ně rozhodl, že s nimi odejde. Ukradl otci jednoho z jeho hřebců a svůj domov opustil.
Muzio se přidal k družině prvního italského kondotiéra Alberica da Barbiano. Pro svou mimořádnou sílu a spolehlivost si zde získal přezdívku Sforza. Během své kariéry vystřídal mnoho pánů, často přebíhal k nepříteli, což je rys pro všechny italské kondotiéry a žoldnéře společný. Tak například, roku 1398 se nechal najmout od města Perugia, které čelilo vojskům milánského vévody Giana Galeazza Viscontiho. Nedlouho na to ovšem hrdě bojuje v jeho službách a v roce 1402 proti němu opět vede vojska Florencie a Bologne. Tentokrát se mu ovšem nedaří, Albarico da Barbiano ho poráží v bitvě u Casalecchia.
Krátký čas působil ve službách markýze z Ferrary Niccolò d'Este III. Nejvíce byl ceněn v Neapolském království. Ladislav I. mu dokonce za jeho zásluhy v bitvách s Florencií a papežem udělil titul konstábla. Po jeho smrti v roce 1414 setrval Muzio ve službách královny Johany II. – vedly se řeči, že byl dokonce její milenec. Královnin druhý manžel Jakub z Bourbonu ho dokonce nějaký čas věznil.
Leč Muzio s jeho synem Francescem pomáhali papeži Martinu V. v roce 1417 při boji s nezdařilým kondotiérem jménem Braccio da Montone, měl hlavu katolické církve za nepřítele. Když Johanka odmítla na radu svého prvního ministra a milence Giovanniho Caracciola papeži poskytnout finanční pomoc na obnovu jeho armády, exkomunikoval ji Martin V. z církve a pobídl anjouského vévodu Ludvíka k napadení jejího království.
Královna jako svého dědice ustanovila Alfonsa V. Aragonského. Neb se musela dostat do bezpečí před zmatenými událostmi boje o neapolský trůn, nařídila Muziovi, aby jí a Caracciolovi pomohl uprchnout do Aversa.
Muzio zemřel na začátku roku 1424, když byl královnou Johanou poslán, aby dobyl vzbouřenecké město Aquila. Utopil se při brodění skrz řeku u města Pescara.